# Энергия разрыва химической связи
Стандартной энергией разрыва химической связи называют изменение энтальпии при химической реакции, в которой происходит разрыв одного моля данной связи. При этом принимается, что исходное вещество и продукты реакции находятся в своих стандартных состояниях гипотетического идеального газа при давлении 1 атм и температуре 25 °C. Синонимами энергии разрыва химической связи считаются: энергия связи, энергия диссоциации двухатомных молекул, энергия образования химической связи.
Энергия разрыва химической связи может быть определена разными способами, например:
- измерением константы равновесия в некотором диапазоне температур;
- спектроскопическими исследованиями колебательных уровней энергии (колебательная спектроскопия);
- из данных химической кинетики;
- из масс-спектроскопических данных (масс-спектрометрия).

Энергия разрыва химических связей в различных соединениях приводятся в справочниках.
Энергия разрыва химических связей характеризует прочность химической связи, например:
Энергия разрыва связи R−H
| Соединение | Энергия разрыва связи, ккал/моль | Соединение | Энергия разрыва связи, ккал/моль |
| ---------- | -------------------------------- | ---------- | -------------------------------- |
| H−H        | 104,2                            | CH3−H      | 104                              |
| HO−H       | 119                              | CH3CH2−H   | 98                               |
| CH3O−H     | 102                              | (CH3)2CH−H | 94,5                             |
| C6H5O−H    | 85                               | (CH3)3C−H  | 91                               |
| F−H        | 135,8                            | C6H5−H     | 103                              |
| Cl−H       | 103,0                            | CH2=CH−H   | 103                              |
| Br−H       | 87,5                             | HC≡C−H     | 125                              |
| I−H        | 71,3                             | H2N−H      | 103                              |

| Связь      | Энергия диссоциации при 298 K | Энергия диссоциации при 298 K | Энергия диссоциации при 298 K | Примечание                                                       |
| Связь      | ккал/моль                     | кДж/моль                      | эВ                            | Примечание                                                       |
| ---------- | ----------------------------- | ----------------------------- | ----------------------------- | ---------------------------------------------------------------- |
| H3C−H      | 105                           | 439                           | 4,56                          | Метильная связь — одна из сильнейших алифатических C−H связей    |
| C2H5−H     | 101                           | 423                           | 4,38                          | Несколько слабее, чем метильная                                  |
| (CH3)3C−H  | 96.5                          | 404                           | 4,19                          | Третичный радикал стабилен                                       |
| CH2CH−H    | 111                           | 464                           | 4,82                          | Виниловый радикал встречается редко                              |
| HC2−H      | 133                           | 556                           | 5,77                          | Ацетиленовый радикал встречается очень редко                     |
| C6H5−H     | 113                           | 473                           | 4,90                          | Фенильная связь сравнима с виниловым радикалом                   |
| CH2CHCH2−H | 89                            | 372                           | 3,86                          | Аллильная связь имеет повышенную реакционноспособнось            |
| C6H5CH2−H  | 90                            | 377                           | 3,90                          | Бензиловая связь имеет повышенную реакционноспособнось           |
| H3C−CH3    | 83—85                         | 347—356                       | 3,60—3,69                     | Связь C−C в алканах гораздо слабее связи C−H                     |
| H2C=CH2    | 146—151                       | 611—632                       | 6,33—6,55                     | Двойная связь в два раза прочнее одинарной связи C−C             |
| HC≡CH      | 200                           | 837                           | 8,68                          | Тройная связь в два с половиной раза прочнее одинарной связи C−C |

Прим.: энергия связи 100 ккал/моль = 4,338 эВ.
Энергия разрыва связи С—С
| Соединение        | Энергия разрыва связи, ккал/моль | Соединение | Энергия разрыва связи, ккал/моль |
| ----------------- | -------------------------------- | ---------- | -------------------------------- |
| CH3−CH3           | 88                               | C6H5−C6H5  | 100                              |
| (CH3)3C−C(CH3)3   | 67,5                             | CH2=CH2    | 163                              |
| (C6H5)3C−C(C6H5)3 | 15                               | HC≡CH      | 230                              |